# 네트워크 타임 프로토콜

네트워크 타임 프로토콜(Network Time Protocol, NTP)은 패킷 교환, 가변 레이턴시 데이터 네트워크를 통해 컴퓨터 시스템 간 시간 동기화를 위한 네트워크 프로토콜이다.
1985년 이전부터 작동해 온 NTP는 현재까지 쓰여온 가장 오래된 인터넷 프로토콜 가운데 하나이다. NTP는 델라웨어 대학교의 데이비드 L. 밀스가 설계하였다.

## 역사
1985년에 NTPv0이 퍼즈볼(Fuzzball)과 유닉스에 둘 다 구현되었으며 NTPv4에 존재하는 NTP 패킷 헤더와 라운드트립 딜레이, 오프셋 계산은 RFC 958 문건에 문서화되었다.

## 관련 RFC
- RFC 958 (다음 RFC로 대체되면서 쓰이지 않게 됨: 1059, 1119, 1305)
- RFC 1059 (다음 RFC로 대체되면서 쓰이지 않게 됨: 1119, 1305)
- RFC 1119 (다음 RFC로 대체되면서 쓰이지 않게 됨: 1305)
- RFC 1305 (다음 RFC로 대체되면서 쓰이지 않게 됨: 5905)
- RFC 1361 (다음 RFC로 대체되면서 쓰이지 않게 됨: 1769)
- RFC 1769 (다음 RFC로 대체되면서 쓰이지 않게 됨: 2030, 4330)
- RFC 2030 (다음 RFC로 대체되면서 쓰이지 않게 됨: 4330)
- RFC 4330 (다음 RFC로 대체되면서 쓰이지 않게 됨: 5905)
- RFC 5905 (2012년 기준)

## 추가 문헌
- Mills, David L. 《Computer Network Time Synchronization: The Network Time Protocol》. Taylor & Francis / CRC Press. ISBN 0-8493-5805-1.

## 같이 보기
- 국제원자시
- 정밀 시각 프로토콜